# XX Anos XX Bandas
XX Anos XX Bandas é o álbum comemorativo dos vinte anos da banda rock portuguesa Xutos & Pontapés. O disco contou com a participação de grupos e artistas portugueses reconhecidos que fizeram versões de temas da banda. A tourné de promoção passou pelo Festival do Sudoeste onde o grupo atuou para trinta mil pessoas, com a participação de bandas incluídas neste disco, como o caso de Censurados (reunidos apenas para este concerto) e Ornatos Violeta.

## Faixas[1]
- "Conta-me Histórias" - Clã
- "Quero Mais" - Lulu Blind
- "Vida Malvada" - Despe e Siga
- "Maria" - Sitiados
- "Nesta Cidade" - Jorge Palma & Flak
- "Dantes" - Cool Hipnoise
- "Se Me Amas" - Bizarra Locomotiva
- "Circo De Feras" - Ornatos Violeta
- "Não Sou O Único" - Boss AC & Sam
- "Homem Do Leme" - Quinta do Bill
- "Chuva Dissolvente" - Paulo Gonzo
- "Quando Eu Morrer" - GNR
- "Mãe" - Mão Morta
- "Negras Como A Noite" - Rui Veloso
- "Enquanto A Noite Cai" - Censurados
- "Sémen" - Ex-Votos
- "Doçuras" - Entre Aspas
- "Morte Lenta" - Rádio Macau
- "Esquadrão Da Morte" - Da Weasel
- "Longa Se Torna A Espera" - Sétima Legião